# Isthmiocaris laurae
Isthmiocaris laurae is een eenoogkreeftjessoort uit de familie van de Canthocamptidae. De wetenschappelijke naam van de soort is voor het eerst geldig gepubliceerd in 2011 door Bruch, Glatzel & Veit-Köhler.